# 5434 Tomwhitney
5434 Tomwhitney este un asteroid din centura principală de asteroizi.

## Descriere
5434 Tomwhitney este un asteroid din centura principală de asteroizi. A fost descoperit pe 6 martie 1989 la Observatorul Palomar de Eleanor Francis Helin. Asteroidul prezintă o orbită caracterizată de o semiaxă mare de 3,18 ua, o excentricitate de 0,08 și o înclinație de 17,1° în raport cu ecliptica.